# Эите, Флойд
Флойд Эите́ (фр. Floyd Ayité; 15 декабря 1988, Бордо, Франция) — тоголезский футболист, полузащитник клуба «Генчлербирлиги» и сборной Того.

## Карьера

### Клубная
Флойд Эите — воспитанник «Бордо». В сезоне 2008/09 выступал на правах аренды за клуб Лиги 2 «Анже». Первый матч за «Анже» провёл 1 августа 2008 года против «Реймса». Полузащитник вышел в стартовом составе и был заменён в конце встречи на Шарля Дьера.
28 ноября 2008 года Эите забил первый гол в своей профессиональной карьере (в ворота «Монпелье»).
Всего за сезон, проведённый в «Анже», полузащитник сыграл 33 матча и забил 3 гола.

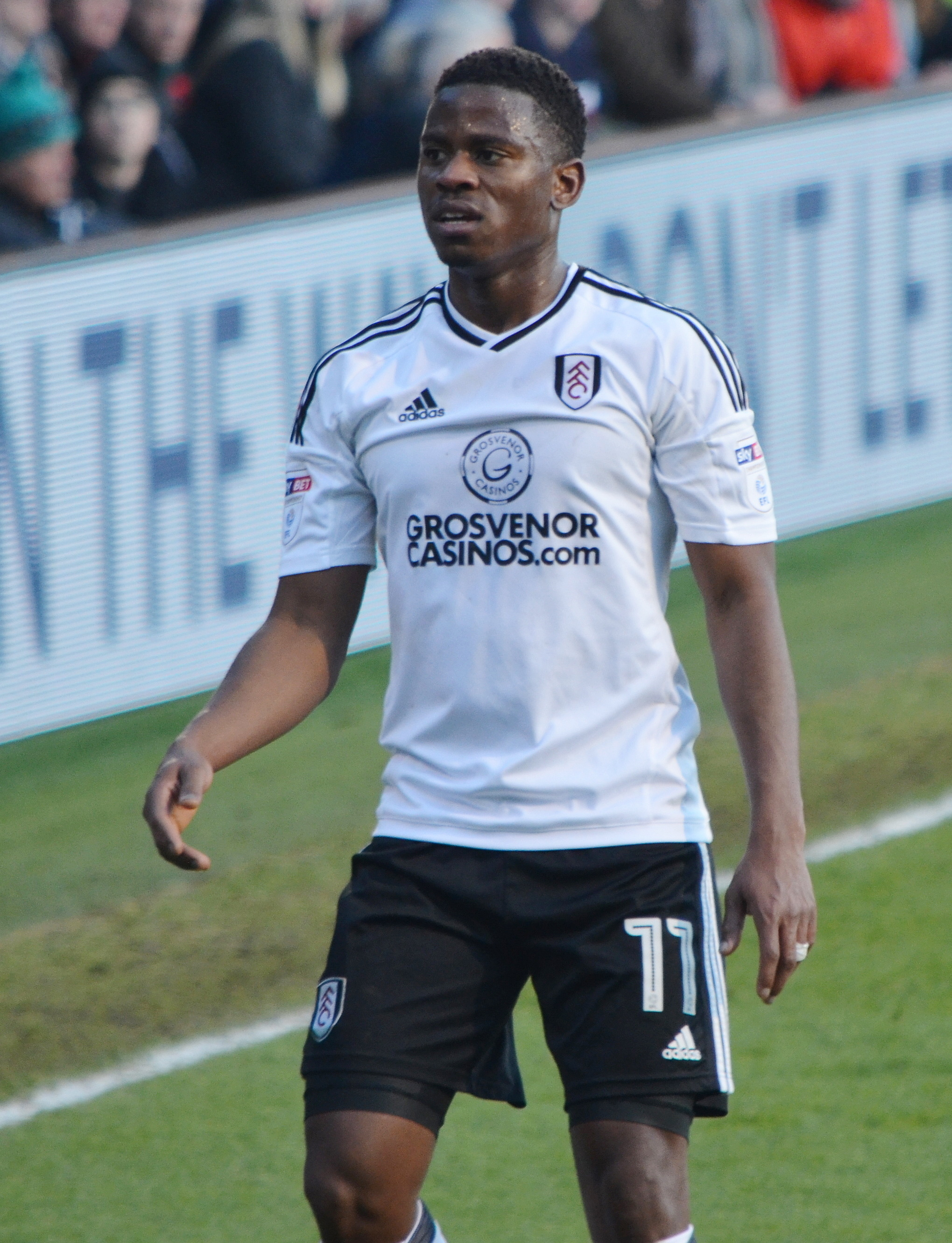
Эите в составе «Фулхэма»

В сезоне 2009/10 Флойд Эите вновь играл в аренде, в клубе «Нанси». Выступая за «Нанси», тоголезский полузащитник дебютировал в Лиге 1 (8 августа 2009 года в матче с «Валансьена»)
За «Бордо» Эите впервые сыграл 8 августа 2010 года в матче против «Монпелье».
Всего до окончания сезона полузащитник сыграл за «Бордо» 7 матчей в чемпионате. Летом 2011 года Флойд Эите перешёл в «Реймс».
В «Реймсе» Эите дебютировал 28 ноября 2011 года в матче против «Клермона».
В матче с «Генгамом», сыгранном 4 февраля 2012 года, тоголезский полузащитник забил первый гол за новую команду
.
По итогам сезона 2011/12 «Реймс» вернулся в Лигу 1. Флойд Эите в том сезоне сыграл 18 матчей и забил 3 гола.
Летом 2014 года перешёл в «Бастию».
1 июля 2016 года Эите перешёл в английский «Фулхэм», подписав трехлетний контракт. 10 декабря 2016 года он забил свои первые голы за клуб, когда дважды поразил ворота «Вулверхэмптон Уондерерс».
2 сентября 2019 года он подписал двухлетний контракт с «Генчлербирлиги».

### В сборной
С 2007 года Эите выступает за сборную Того. В составе сборной участвовал в квалификационных турнирах к чемпионату мира 2010. В рамках этого отборочного этапа полузащитник сыграл 4 матча и 14 ноября 2009 года забил гол в ворота сборной Габона.
Также Флойд Эите участвовал в отборочных турнирах к кубку африканских наций 2012 (2 матча) и чемпионату мира 2014. В 2010 году полузащитник попал в заявку сборной на кубок африканских наций, но ни одного матча на турнире не сыграл по причине снятия команды с турнира.